# 孫亞夫 (1952年)

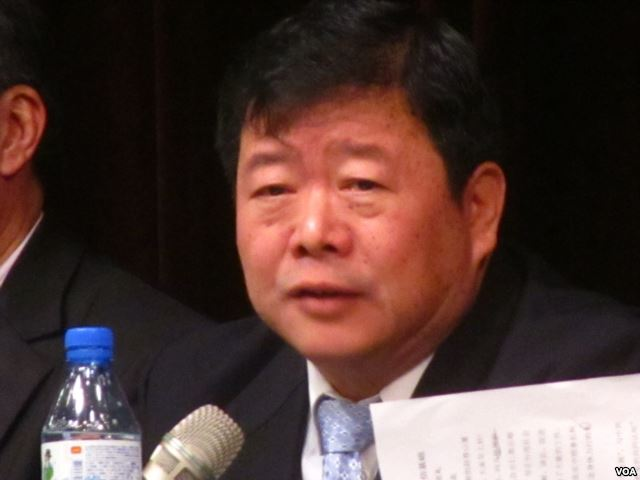
2012年照片

孙亚夫（平話字：Sŏng Ā-hŭ，1952年3月—），男，福建福州人，中华人民共和国官员。

## 生平
孙亚夫生于1952年3月。1969年1月参加工作，成为福建省顺昌县插隊勞動知识青年。1972年12月，成为福州市钢铁磷肥厂工人。其间，1976年7月加入中国共产党。1978年2月，成为厦门大学历史系学生，1982年2月毕业。1982年3月，成为外交学院国际关系史专业硕士研究生。1984年12月毕业获得硕士学位后，留校担任外交学院国际关系史教研室教员。
1985年11月，任全国人大华侨委员会办公室秘书。1990年4月起，历任中央对台工作领导小组办公室副处长、处长。1991年1月，任中共中央台办、国务院台办处长。1992年8月，升任中共中央台办、国务院台办协调局副局长，海峡两岸关系协会副秘书长。1994年6月，改任中共中央台办、国务院台办研究局副局长。1997年6月，升任中共中央台办、国务院台办研究局局长。其间，1998年起兼任海峡两岸关系协会副会长。2000年7月，出任中共中央台办、国务院台办主任助理兼研究局长。2004年2月至2013年11月，任中共中央台办、国务院台办副主任。2012年3月，任厦门大学台湾研究中心主任。2013年2月1日，当选中国人民政治协商会议第十二届全国委员会委员，任全国政协港澳台侨委员会委员。